# Gare de Sakata (Shiga)
La gare de Sakata (坂田駅, Sakata-eki) est une gare ferroviaire de la ville de Maibara, dans la préfecture de Shiga au Japon. La gare est exploitée par la JR West.

## Situation ferroviaire
La gare de Sakata est située au point kilométrique (PK) 2,5 km de la ligne principale Hokuriku.

## Historique
La gare a été inaugurée le 15 septembre 1931.

## Service des voyageurs

### Accueil
La gare dispose d'un bâtiment voyageurs, avec guichets, ouvert tous les jours.

### Desserte
- Ligne Biwako : 
  - direction Maibara, Kyoto et Osaka
- Ligne principale Hokuriku : 
  - direction Nagahama et Tsuruga